# Ananthura elegans
Ananthura elegans — вид морських рівноногих раків родини Antheluridae. Рачок зустрічається в антарктичних водах, зокрема біля островів Кергелен, Херд і Макдональд, на глибині 15-100 м.